# 红十字广场站
红十字广场站（德語：U-Bahnhof Rotkreuzplatz）是德国慕尼黑西部的一个地铁站，位于诺伊豪森-宁芬堡，地铁1、7号线途径此站。红十字广场站于1983年5月28日开通。